# Pachtbahn (Bayern)
Die Pachtbahn war im Königreich Bayern ein in den Jahren 1850 bis 1863 angewandtes Finanzierungsmodell für den Neubau von Eisenbahnstrecken des öffentlichen Verkehrs. Die Bahnen wurden mit privatem Kapital errichtet und an die Königlich Bayerischen Staatseisenbahnen für Betrieb und Verwaltung verpachtet. Es gab acht so entstandene Strecken.

## Geschichte

### Vorgeschichte

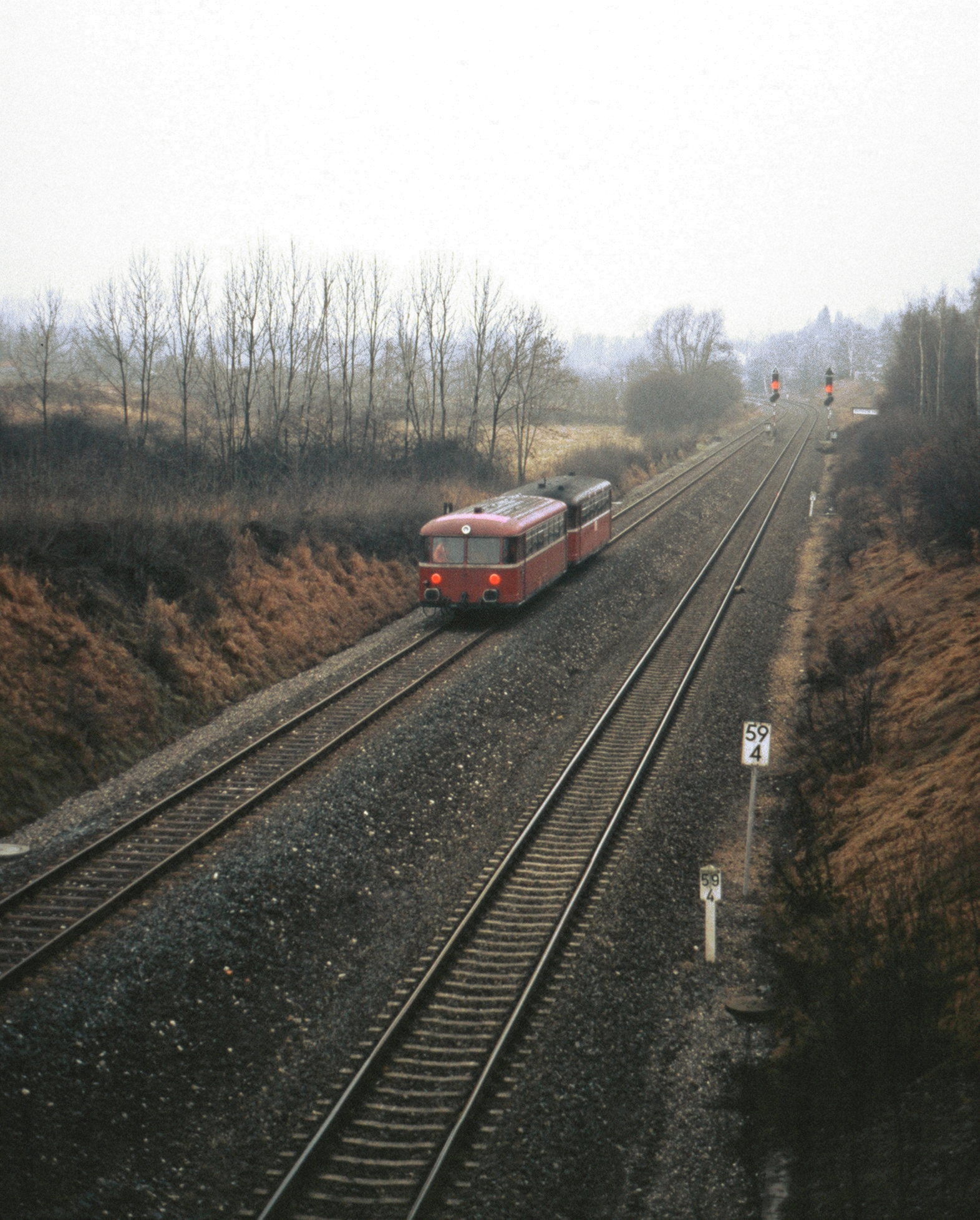
Rechts die Pachtbahn kurz vor dem Hauptbahnhof Bayreuth, links die Strecke von Warmensteinach, 1987

Die beiden ersten bayerischen Bahnstrecken, die Ludwigseisenbahn zwischen Nürnberg und Fürth und die Bahnstrecke München–Augsburg, wurden privat durch Aktiengesellschaften finanziert. Ende 1840 beschloss König Ludwig I. den Bau der Ludwig-Süd-Nord-Bahn als einer ersten staatlich finanzierten und betriebenen Bahn. Die private Bahnstrecke München–Augsburg wurde 1844 verstaatlicht und Teil der Ludwig-Süd-Nordbahn. Der Bau der Bahn sowie des Ergänzungsprojekts, der Ludwigs-Westbahn, und eine – nicht nur auf Bayern beschränkte – Wirtschafts- und Finanzkrise im Umfeld der Revolution von 1848 erschöpften die vom Staat in Anspruch genommenen Darlehensquellen. Alle Bahnbauten wurden für mehrere Monate auf Eis gelegt. Danach wurden alle verfügbaren Mittel auf den Bahnbau im nordbayerischen Raum konzentriert. Weiter musste der Landtag den Finanzgesetzen zustimmen und erlangte so bei Darlehensbedarf der Regierung dadurch zusätzliches Gewicht (was diese vermeiden wollte). Außerdem erwies sich der Betrieb der Staatsbahnen als bei weitem nicht so gewinnträchtig, wie ursprünglich erhofft. Dies alles führte dazu, dass die Regierung ein alternatives Finanzierungsmodell für den Streckenneubau einführte.

### Die Pachtbahnen
Mit dem Gesetz über die Aufbringung des Bedarfs für den Eisenbahnbau im Finanzjahr 1850/51 ermächtigte der Landtag die Regierung, von Privaten gebaute, von der Staatsbahn abzweigende Bahnen zu pachten und auf Rechnung der Staatsbahn zu betreiben. Die an solchen Zweigbahnen Interessierten – in der Regel waren es Städte – sollten Finanzierung und Bau durchführen, der Staat dagegen nach Abschluss des Baus die Bahn pachten, verwalten und betreiben. Die fünfprozentige Verzinsung und Tilgung des Anlagekapitals sollte in jährlichen Zahlungen an die Verpächter geleistet werden und die Eisenbahninfrastruktur nach Ablauf einer in jedem Einzelfall auszuhandelnden Zeitspanne an den Staat fallen. Eine „Königliche Entschließung“ vom 25. Juli 1850 führte aus: „Wir gestatten, daß in den geeigneten Fällen von den betreffenden Staatsministerien Anträge auf Pachtung des Betriebs von Privat-Eisenbahnen für Rechnung des Staates an Uns gebracht werden.“
Die Stadt Bayreuth hatte bereits am 31. Januar 1845 um die Erlaubnis für eine Aktiengesellschaft zum Bau einer Zweigbahn nach Neuenmarkt ersucht. Diesem Wunsch wurde zunächst nicht stattgegeben, erst ein zweites Gesuch unter den geänderten Modalitäten hatte Erfolg. Die Königlich Bayerische Staatsregierung und die Stadt schlossen einen Vertrag über die Bahn. Finanzierung und Bau der Bahn einschließlich aller Hochbauten erfolgten durch die Stadt. Der Betrieb wurde für die Dauer von 50 Jahren der Staatsregierung zur Pacht überlassen, bei einem am Ende jeden Etatjahres zu entrichtenden „Pachtschilling“ von 55.000 Gulden. Die Regierung verpflichtete sich, die Bahn zu betreiben und erhielt ein Kaufrecht gegen Entrichtung des Baukapitals. Auf dieser Grundlage wurde mit dem Bau der ersten bayerischen Pachtbahn im Oktober 1852 begonnen. Sie wurde am 28. November 1853 eröffnet.
Mit der „Pachtbahnverordnung“ vom 20. Juni 1855 wurde die Grundlage für weitere derartige Projekte geschaffen. Sie sah ebenfalls eine fünfprozentige Tilgung und Verzinsung des Anlagekapitals vor. In der Folge entstanden in Bayern sieben weitere Strecken als Pachtbahnen.

### Projektende
Nachdem so etwa 285 km Strecke entstanden waren, wurde 1863 dieses Finanzierungsmodell für den Streckenneubau aufgegeben, weil die erhoffte finanzielle Entlastung für die Staatsfinanzen ausblieb. Grund dafür war vor allem, dass die Bahnen – obwohl eigentlich nur regional bedeutend – weiter nach den Regeln für Hauptstrecken errichtet werden mussten und deren Trassierung und Betrieb entsprechend aufwändig waren. Der Staat setzte deshalb in der Folgezeit auf Nebenbahnen mit schlichterer Ausstattung, in Bayern Vizinalbahnen genannt.

## Pachtbahn-Strecken
| Strecke                   | Wikipedia-Lemma                                                                | Vertrag                                                                                        | Eröffnung | Länge in km | Anmerkung |
| ------------------------- | ------------------------------------------------------------------------------ | ---------------------------------------------------------------------------------------------- | --------- | ----------- | --- |
| Neuenmarkt–Bayreuth       | Bahnstrecke Bayreuth–Neuenmarkt-Wirsberg                                       | Vertrag vom Januar 1852                                                                        | 1854      | 21,0        | Eröffnet in vier Teilabschnitten |
| Pasing–Starnberg          | Bahnstrecke München–Garmisch-Partenkirchen                                     | Vertrag vom November 1853                                                                      | 1854      | 20,5        | Eröffnet in vier Teilabschnitten. Bestandteil des Vertrags war auch die Dampfschifffahrt auf dem Starnberger See (damals noch Würmsee) |
| Gunzenhausen–Ansbach      | Bahnstrecke Treuchtlingen–Würzburg                                             | Vertrag mit der Stadt Ansbach vom August 1856                                                  | 1859      | 27,7        | |
| Hochstadt–Stockheim       | Bahnstrecke Hochstadt-Marktzeuln–Probstzella                                   | Verträge mit der Stadt Kronach vom Februar 1860 und April 1862                                 | 1861/1863 | 23,7        | Die Strecke wurde von den Zechenbesitzern des Steinkohlenreviers bei Stockheim gebaut und in zwei Teilabschnitten eröffnet.            |
| Holzkirchen–Miesbach      | Bahnstrecke Holzkirchen–Schliersee                                             | Vertrag mit der Miesbacher Steinkohlengewerkschaft vom Februar 1860                            | 1861      | 17,2        | Die Miesbacher Steinkohlengewerkschaft hatte sich mit dem Projekt übernommen und ging Konkurs.                                         |
| Neu-Ulm–Kempten           | Bahnstrecke Neu-Ulm–Kempten                                                    | Vertrag mit der Stadt Memmingen vom September 1861                                             | 1862/1863 | 85,0        | Eröffnet in zwei Teilabschnitten. Einzige der Pachtbahnen, die nicht als Stichbahn konzipiert war.                                     |
| Starnberg–Unterpeißenberg | Bahnstrecke München–Garmisch-Partenkirchen und Bahnstrecke Weilheim–Peißenberg | Vertrag mit der Stadt Weilheim vom Mai 1863                                                    | 1865/1866 | 35,5        | Eröffnet in drei Teilabschnitten |
| Oberkotzau–Eger           | Bahnstrecke Cheb–Oberkotzau                                                    | Vertrag mit der Stadt Hof vom August 1863 (und Staatsvertrag mit Österreich vom 17. Juni 1863) | 1865      | 54,5        | |